# Boom Boom Boom
Boom Boom Boom ist ein Lied der deutschen Hip-Hop-Band K.I.Z, das am 8. Mai 2015 als erste Single des Studioalbums Hurra die Welt geht unter veröffentlicht wurde.

## Musikvideo und Inhalt
Das Musikvideo zeigt, wie die Band einen Rachefeldzug gegen Kapitalisten und Fremdenfeindliche führt. Dabei zeigen sie Aktionen wie Waffengewalt, Hinrichtungen, Explosion und üben Kritik an den System und Gesellschaftsbild (wie Ausbeutung und Vorurteile gegenüber Flüchtlingen) und der Manipulierbarkeit der Menschen und Probleme der reichen Menschen aus. Die Szenen finden dabei in einem Wald oder Bunker statt.  Der Refrain ist eine textliche und melodiöse Anlehnung an einen Song der Vengaboys.

## Rezeption und Themen
Laut.de bezeichnet den Song als provokant und als eine  systemkritische Radikalität, die Widersprüche, Doppelmoral und Scheinheiligkeit in der Gesellschaft aufzeige. Dabei würden aktuelle Themen wie die Flüchtlingsdebatte oder Patriotismus angesprochen. Die Waffengewalt und der Ausruf „Boom Boom Boom, ich bring euch alle um!“ dienten dabei als Weckruf mit dem Motto „Wer nicht hören will, muss fühlen“. Ein Rezensent der bürgerlich-konservativen Tageszeitung Die Welt behauptete hingegen, dass sich der Song ästhetisch an dem Ku-Klux-Klan und Islamischen Staat orientiere und die Grenzen der Kunst austeste. Er beinhalte zudem „suggestive Ego-Shooter-Perspektiven“ und heroisiere Gewalt. Ein Aufruf zur „Revolution gegen Gleichgültigkeit und Konformität“, der dem Song innewohne, wird als Parallele zum Film Fight Club ausgemacht. Ein Kritiker des Onlineportals DerWesten.de ermittelte Kapitalismuskritik als wesentliches Element der Single.
Bei den Hiphop.de Awards 2015 wurde die von K.I.Z-Mitglied Tarek Ebéné in Boom Boom Boom gerappte Zeile „Denkt ihr, die Flüchtlinge sind in Partyboote gestiegen / mit dem großen Traum, im Park mit Drogen zu dealen?“ als „Beste Punchline“ des Jahres prämiert.

## Chartplatzierungen
| ChartsChartplatzierungen | Höchstplatzierung | Wochen |
| ------------------------ | ----------------- | ------ |
| Deutschland (GfK)        | 33 (16 Wo.)       | 16     |